# فرخنده بیشه‌ای کلاه‌خاکستری
فرخنده بیشه‌ای کلاه‌خاکستری (نام علمی: Cnemoscopus rubrirostris) نام یک گونه از تیره فرخنده است.